# Carol Ann Duffy
Dame Carol Ann Duffy (Glasgow, 23 dicembre 1955) è una poetessa e drammaturga scozzese, direttrice dei corsi di scrittura creativa presso la Manchester Metropolitan University e, dal 1º maggio 2009, Poeta Laureato del Regno Unito, prima donna scozzese a essere investita di tale carica.

## Biografia
Carol Ann Duffy è nata in un sobborgo di Glasgow, primogenita di una coppia cattolica di origine irlandese, che ebbe altri quattro figli, tutti maschi.
Nei primi anni sessanta la famiglia Duffy si trasferì a sud, a Stafford in Inghilterra, dove Scot Duffy trovò lavoro come elettricista presso un'industria elettromeccanica; questi, sindacalista, tentò senza successo anche la carriera politica, candidandosi alla Camera dei Comuni per il Partito Laburista nel 1983; tra gli altri interessi fu anche allenatore della squadra di calcio del Stafford Rangers.
Interessata alla scrittura e alla poesia fin dai tempi della scuola, a 13 anni scrisse un componimento in morte di una sua insegnante, e a 15 richiamò l'attenzione dell'editoria: un redattore della rivista letteraria Outpost, alla quale Duffy aveva inviato alcuni lavori, ne considerò qualcuno degno di pubblicazione; a 16 anni incontrò il poeta di Liverpool Adrian Henri, di quasi venticinque anni più anziano, e rimase con lui per quasi undici anni; nel frattempo, per stargli vicino, intraprese gli studi letterari all'Università di Liverpool, presso cui si laureò nel 1977.
«Mi dava fiducia, era magnifico. Grande senso poetico, intellettuale, e regolarmente infedele. Sosteneva che il poeta avesse il dovere di essere infedele», Duffy descrisse Henri 25 anni più tardi; nel periodo universitario Duffy vide rappresentati a Liverpool due canovacci da lei scritti.
Benché scozzese di nascita e residente a Manchester da molto tempo, Duffy ricevette un'influenza decisiva da Liverpool, tanto da divenire da allora sostenitrice anche della locale squadra di calcio: la scrittrice Beryl Bainbridge, nata e cresciuta nella città del Merseyside, disse di Duffy che «nonostante abbia solo "vissuto" a Liverpool e non vi sia nata e cresciuta, la sua poetica batte a un ritmo per me così familiare».
A fine anni ottanta fu critica letteraria per il Guardian e redattrice presso la rivista Ambit; nel 1996 ricevette l'incarico di lettore di poesia alla Manchester Metropolitan University e, successivamente, direttrice artistica della scuola di scrittura presso la stessa Università.
Coinvolta in una relazione sentimentale con la poetessa scozzese Jackie Kay, nel 1995 decise di avere un figlio insieme a lei e senza il coinvolgimento di alcuna figura maschile; un anno più tardi nacque Ella.
Nel 1999 fu tra i candidati alla carica di Poeta Laureato del Regno Unito, che poi fu affidata ad Andrew Motion; al riguardo Carol Ann Duffy disse che in ogni caso non avrebbe accettato l'incarico all'epoca, in quanto nel pieno della relazione con la sua compagna e con una figlia da crescere, e non aveva alcuna intenzione di stare sotto i riflettori in quel momento della sua vita.
Tale incarico le fu conferito nel 2009 alla fine del mandato decennale di Motion; per effetto di ciò divenne la prima donna - così come la prima britannica di provenienza scozzese e la prima persona di orientamento omo- o bisessuale - a ricoprire tale carica, che comporta il componimento di poemi celebrativi in occasione di importanti eventi di Stato e di governo.

## Poetica e carriera letteraria
Fin dalla sua prima raccolta di poesie, Standing female nude (1985), Carol Ann Duffy dà spesso voce a personaggi di outsiders, un tratto che rimane tipico della sua poetica. I protagonisti delle sue poesie sono a volte dei pazzi, degli indiani, un neonato o addirittura il pupazzo di un ventriloquo. Le sue poesie riflettono spesso il senso di perdita derivante dal tempo che passa e dai cambiamenti. Spesso si focalizzano su scene dell'infanzia e dell'adolescenza. L'amore, la memoria e la fiducia nel linguaggio sono elementi positivi, ai quali è affidata la costruzione dello sguardo poetico sul reale.
A proposito della propria scrittura, Duffy ha dichiarato:
«Non sono interessata, come poeta, a parole risonanti – a parole alla Seamus Heaney, a parole interessanti. Mi piace usare parole semplici, ma in modo complicato»
La compositrice Eliana Tomkins con la quale la poetessa ha collaborato in una serie di recital jazz dal vivo, ha dichiarato:
«Molti artisti hanno il mito di voler confondere il pubblico. Lei non lo fa mai. Quello che le interessa è comunicare».
Nella raccolta Feminine Gospel (2002) continua a elaborare le linee poetiche precedenti, ma con un crescente interesse per lunghi poemi narrativi, di stile accessibile, ma spesso con immagini surreali. Nel 2005 pubblica Rapture, una serie di poesie più intime che descrivono l'evolversi di una storia d'amore. Rapture le permette di vincere le 10.000 sterline del T. S. Eliot Prize. Nel 2007 pubblica una collezione di poesie per bambini, sotto il titolo di The Hat. Dal 1994 le poesie di Carol Ann Duffy sono inserite nei programmi scolastici di Inghilterra e Galles e sono quindi abbastanza conosciute fra gli studenti.

## Valutazioni critiche
John Mullan, sul Guardian, ha scritto di lei:
«Negli ultimi dieci anni, Carol Ann Duffy è diventata la più famosa poetessa vivente in Gran Bretagna, le sue vendite sono state favorite dal fatto che sia succeduta a Hughes e a Larkin come la più comune rappresentante della poesia contemporanea studiata nelle scuole (e sembra anche la più letta scrittrice in versi), ma ci sono aspetti della sua poesia che affascinano gli insegnanti di inglese per ragioni pratiche. Nella sua poesia c'è senso dell'umorismo, gli schemi metrici e ritmici sono molto chiari; possono essere decifrati con soddisfazione da un lettore diligente».
Secondo la giornalista Katharine Viner:
«Le sue poesie sono accessibili e divertenti, ma la loro forma è classica e la tecnica affilata. Viene letta da gente che di solito non legge poesia, ma riesce a mantenere anche il rispetto dei suoi colleghi. I recensori ne lodano la sensibilità, l'arguta rievocazione dell'amore, della perdita, dello spaesamento, della nostalgia; i fan la accolgono alle pubbliche letture di poesia con applausi e saluti che non stonerebbero in un concerto rock».

## Poetessa laureata
Carol Ann Duffy fu sul punto di ricoprire questa carica già nel 1999, dopo la morte del poeta laureato Ted Hughes, ma poi le fu preferito il collega Andrew Motion. Il Sunday Times, citando fonti ufficiose di Downing Street, affermò che l'allora Primo Ministro Tony Blair era «preoccupato di avere un poeta laureato omosessuale perché la cosa poteva non essere capita dall'Inghilterra profonda». In seguito, Duffy dichiarò al Guardian che non avrebbe comunque accettato la carica perché: «Non voglio scrivere poesie per Edward e Sophie. Nessun poeta che si rispetti dovrebbe farlo». La poetessa dichiarò inoltre che Andrew Motion era un suo amico e che l'idea di una specie di competizione fra loro per ottenere la carica era interamente un'invenzione dei giornali. «Io non penso veramente che lei voglia diventare poeta laureato» affermò al tempo il suo editore Peter Jay «Quella carica può essere un calice avvelenato. Non è un ruolo che augurerei a nessuno – specialmente a una persona forte e contraria ai compromessi come Carol Ann». Il Guardian ha affermato inoltre che la poetessa era riluttante ad assumere la carica nel 1999 perché in quel periodo aveva una relazione, e avendo anche una figlia molto giovane, non desiderava essere continuamente sotto l'occhio del pubblico e dei mass-media. In ogni caso alla fine, il 1º maggio 2009, è stata nominata Poeta Laureato, succedendo così a Andrew Motion.

## Altre opere
Carol Ann Duffy è anche una drammaturga. Alcuni dei suoi lavori sono stati rappresentati alla Liverpool Playhouse e all'Almeida Theatre di Londra. Fra le sue opere teatrali si segnalano Take My Husband (1982), Cavern of Dreams (1984), Little Women, Big Boys (1986), Loss (1986), Casanova (2007). Per la radio ha curato un adattamento di Rapture. Ha scritto libri di poesia per l'infanzia, fra i quali Meeting Midnight (1999) e The Oldest Girl in the World (2000). In collaborazione con il compositore Sasha Johnson Manning ha prodotto una serie di canzoni natalizie, The Manchester Carols, eseguite nella Cattedrale di Manchester nel 2007.

## Traduzioni in italiano
- La giovane più vecchia del mondo, Torino, Einaudi, 2001
- La moglie del mondo, a cura di Giorgia Sensi e Andrea Sirotti, Firenze, Le Lettere, 2002
- L'infanzia rubata e altre fiabe oscure, Milano, Fabbri, 2006
- Estasi, a cura di Bernardino Nera e Floriana Marinzuli, Roma, Del Vecchio Editore, 2008
- La donna sulla luna, a cura di Giorgia Sensi e Andrea Sirotti, Firenze, Le Lettere, 2010
- Lo splendore del tempio, a cura di Bernardino Nera e Floriana Marinzuli, Milano, Crocetti, 2012
- Le Api, a cura di Giorgia Sensi e Andrea Sirotti, Firenze, Le Lettere, 2014
- Sincerità , a cura di Floriana Marinzuli e Bernardino Nera, Ladolfi Editore, Borgomanero (NO), 2020
- Poesie d’amore, a cura di Floriana Marinzuli e Bernardino Nera, Milano, Crocetti, 2024
- Elegie, a cura di Floriana Marinzuli e Bernardino Nera, Milano, Crocetti, 2025